# Missbrauch in der Psychotherapie
Von Missbrauch in der Psychotherapie kann gesprochen werden, wenn die therapeutische Beziehung im Sinne der Bedürfnisse des Therapeuten ausgenutzt wird oder wenn das Handeln des Therapeuten gegen ethische Grundsätze verstößt. Oft handelt es sich um emotionalen, narzisstischen oder andere Formen des Missbrauchs ohne sexuelle Komponente, es kann jedoch auch zu sexuellen Übergriffen kommen. Machtmissbrauch in der Psychotherapie hat in der Regel das Scheitern der Therapie zur Folge und kann daher als grober „Kunstfehler“ betrachtet werden, denn die Ausbildung von Psychotherapeuten ist auch darauf ausgerichtet, die therapeutische Beziehung ausschließlich auf die Bedürfnisse des Patienten auszurichten und möglichen Missbrauch zu erkennen.

## Der Begriff der Macht
Machtausübung wird im Hinblick auf die Psychotherapie meist im Sinne von Max Weber verstanden: „Macht bedeutet jede Chance, innerhalb einer sozialen Beziehung den eigenen Willen auch gegen Widerstreben durchzusetzen, gleichviel, worauf diese Chance beruht.“  Die Machtstellung des Therapeuten ist zunächst vergleichbar mit der Stellung des Arztes in der Arzt-Patient-Beziehung, allerdings im Rahmen einer Psychotherapie handelt es sich in der Regel um eine sehr subtile Manipulation. 
Im Hinblick auf die psychotherapeutische Beziehung ist auch die Rolle der Patientin oder des Patienten zu berücksichtigen, denn hier „haben wir es mit einem System zu tun, das sich zirkulär wechselseitig bedingt.“ Bei Patienten reinszenieren sich für gewöhnlich frühkindliche Erfahrungen und in Folge wird dem Therapeuten eine übermäßige Idealisierung, Abhängigkeit, erotische Übertragung entgegengebracht oder ihm eine unverhältnismäßige Autorität zugesprochen. Es besteht also eine Wechselwirkung zwischen dem unbewussten Beziehungsmuster, das der Patient versucht zu inszenieren, und dem Therapeuten, der dieses Beziehungsmuster für seine eigenen Bedürfnisse missbrauchen kann.
Können solche Beziehungsmuster nicht aufgelöst werden, verharrt der Patient in der Rolle des abhängigen, hilflosen und machtlosen Menschen, was insbesondere dazu führen kann, dass Eigenverantwortung, Selbstständigkeit und Selbstwirksamkeit nicht adäquat erlernt werden können.

## Macht und Missbrauch
Die Annahme, dass der Patient an einer seelischen Störung leidet, führt zu einer bestimmten Rollenverteilung in der therapeutischen Beziehung.  Der Therapeut kommt in eine mächtige Position.
Diese Macht beziehungsweise die situative Überlegenheit des Therapeuten kann als heilsamer therapeutischer Faktor in der Therapie genutzt werden. So können langgehegte Wünsche und Gefühle, die der Patient stellvertretend auf den Therapeuten richtet, eine wichtige Rolle in der Psychotherapie spielen. Dies ermöglicht dem Patienten, sich damit auseinanderzusetzen und neue Beziehungsformen zu lernen. Dabei ist der moralisch integere und wissende Psychotherapeut in der Lage, auf die Erfüllung eigener Wünsche durch den Patienten zu verzichten, und sollte der Versuchung nach zerstörerischer Machtausübung widerstehen.
Patienten kommen oft mit Selbstzweifeln und unter hohem Leidensdruck in die Psychotherapie. Sie treffen auf einen Psychotherapeuten, dem sie Kompetenz und seelische Gesundheit unterstellen, den sie unter Umständen idealisieren und in die Rolle des Retters bringen. Psychotherapie vollzieht sich daher grundsätzlich im Rahmen einer permanenten „narzisstischen Versuchung“, die einen professionellen Umgang durch den Therapeuten erforderlich macht.
Die Gefahr für Psychotherapeuten, dieser Versuchung zu erliegen, ist seit langem bekannt. Die Psychoanalytiker C. G. Jung und  W. Schmidbauer beschreiben Psychotherapeuten als „verwundete Heiler“ beziehungsweise „hilflose Helfer“. Der Psychoanalytiker Hans-Jürgen Wirth schreibt dazu: „Ihre früh entwickelte Sensibilität und ihre ausgeprägte Begabung, sich in die Gefühlslage ihrer Mitmenschen einzufühlen, prädestiniert sie zwar für einen helfenden Beruf, macht sie jedoch zugleich anfällig dafür, sich entweder von anderen narzisstisch missbrauchen zu lassen oder auch umgekehrt, andere zur Stabilisierung des eigenen Selbstwertgefühls zu funktionalisieren.“

## Formen des Missbrauchs
Ein Machtmissbrauch in der Psychotherapie kann sich schleichend entwickeln. Er liegt grundsätzlich in einer Grenzverletzung. Dabei wird die persönliche Integrität der Patientin oder des Patienten missachtet. Eine solche Grenzverletzung kann auf mehrfache Weise geschehen, z. B. als manipulative Indoktrination, wenn der Therapeut sein eigenes Weltbild und sein Realitätsverständnis absolut setzt, durch immer wiederkehrende diffamierende Bemerkungen, Duzen von erwachsenen Patienten ohne deren Einverständnis, durch maßlose Schwarzmalerei, wenn der Patient überlegt, die Therapie abzubrechen, durch schwarz abgerechnete Honorare, durch die Missachtung der Abstinenzregel und viele weitere Arten emotionaler (verbaler) oder struktureller Gewalt. Die Abstinenzregel besagt, dass Beziehungsphantasien und -wünsche der Patienten als Ausdruck des Übertragungsgeschehens zu verstehen und als solche zu deuten sind, der Therapeut durch diese Wünsche und Phantasien nicht als Person, sondern als Übertragungsfigur angesprochen wird und sie daraus folgend nicht in konkretes Handeln umzusetzen sind. Freuds Postulat „Die Kur muss in der Abstinenz durchgeführt werden“ ist eine grundlegende Orientierung des therapeutischen Settings und schließt neben der Abstinenz während der Behandlungsstunde private, berufliche und ökonomische Abhängigkeitsverhältnisse zwischen Klient und Therapeut aus.
Wenn private und therapeutische Beziehungen sich miteinander vermischen, wird Machtmissbrauch auf verschiedenen Ebenen der therapeutischen Beziehung evident. Ein typisches Merkmal solcher fehlgeleiteten therapeutischen Prozesse ist eine Rollenkonfusion (englisch: role-trading), die dadurch charakterisiert ist, dass der Therapeut die Rolle des Patienten annimmt und seine Bedürfnisse und Wünsche in den Fokus rücken. Folge hiervon ist, dass die Rolle der Klienten für diese zunehmend uneinschätzbar wird, da zusätzlich zur Rolle des Hilfesuchenden z. B. die Rolle des Zuhörers, der attraktiven Frau etc. zugeschrieben wird.
Eine Steigerung erfährt die Missbrauchsmöglichkeit, sofern Behandlungsmethoden angewendet werden, die entweder von vorneherein in ethischer Hinsicht nicht den allgemein anerkannten Standards entsprechen oder die mit Mitteln arbeiten, durch die die Beeinflussbarkeit von Patienten signifikant erhöht wird. Im ersten Fall kann es sich um eine weltanschaulich einseitige Ausrichtung des therapeutischen Verfahrens handeln, im zweiten Fall zum Beispiel – wie etwa bei der so genannten Psycholytischen Psychotherapie – um die Verwendung von psychoaktiven Substanzen, sofern diese nicht einer verbindlich geregelten Kontrolle unterliegt und weltanschauliche Neutralität wahrt.

## Sexueller Missbrauch
Nach einer Schätzung des Instituts für Psychotraumatologie Freiburg/Köln, welche die neuesten nationalen und internationalen Forschungsergebnisse berücksichtigt, muss in der Bundesrepublik Deutschland jährlich mit mindestens 300 bis 600 Übergriffen gerechnet werden. Das statistische Risiko liegt nach dieser Minimalschätzung unter einem Prozent. In großen amerikanischen Untersuchungen an 1000 Psychiatern und der gleichen Zahl an Psychologen räumten allerdings jeweils etwa 12 Prozent der Befragten sexuelle Kontakte mit ihren Patienten ein. Selbst im Hinblick auf namhafte Psychoanalytiker oder Psychotherapeuten sind grenzverletzende Beziehungen zu Patienten bekannt. Auch im Hinblick auf die psychoanalytische Ausbildung wird von sexuellem Missbrauch durch Lehrtherapeuten berichtet und die machtförmige Organisation des Ausbildungsbetriebs kritisiert. Im Jahr 2007 haben Psychoanalytiker mit der Herausgabe eines Sammelbandes unter dem Titel Entgleisungen in der Psychoanalyse auf ihre Auseinandersetzung mit Einzelfällen und dem Problem insgesamt reagiert. Es werden verschiedene Facetten des Problems dargestellt und prominente Fälle aus der britischen Community aufgearbeitet. Darüber hinaus werden ethische Fragen diskutiert und im Anhang der Ethik-Kodex der Wiener Psychoanalytischen Vereinigung sowie die Psychoanalytische Berufsethik der Deutschen Psychoanalytischen Vereinigung beigefügt.
Die Folgen sexuellen Missbrauchs in der Therapie wurden von Pope und Bouhoutsos mit dem Therapist-Patient Sex Syndrom beschrieben. Wesentliche Aspekte sind: Schuldgefühle, Gefühle der Leere, Identitäts- und Grenzfindungsstörungen, Unfähigkeit zu vertrauen beruhend auf Konflikten im Zusammenhang mit Abhängigkeit, Kontrolle und Macht; kognitive Störungen, insbesondere im Bereich Aufmerksamkeit und Konzentration, häufig in Verbindung mit Flash-backs, Alpträumen, sich aufdrängenden Bildern und Gedanken; Stimmungslabilität, oft begleitet von schweren Depressionen; unterdrückte Wut und Suizidgefahr. Frauen, die als Kind sexuell missbraucht wurden, gelten im Kontext einer Psychotherapie besonders gefährdet, erneute sexuelle Traumatisierung in Form von sexuellen Übergriffen seitens des Therapeuten zu erfahren. Ein wesentlicher Grund hierfür wird in der sozialisationsbedingten Schwierigkeit der Klientin gesehen, Intimität und Sexualität voneinander abzugrenzen. Die in der Kindheit erfahrene Kopplung von Nähe und Sexualität wird in die therapeutische Beziehung eingebracht, wenn therapieinduziert der Wunsch nach Nähe zum Therapeuten auftaucht. Eine sexuelle Antwort darauf verkennt, dass es sich hier um zu bearbeitende Inhalte handelt, als auch die asymmetrische Struktur des therapeutischen Settings hinsichtlich Macht- und Wissensverteilung. Letzterer Aspekt bewog verschiedene Autoren dazu, eine Parallele zwischen dem Inzestverbot und dem Verbot sexueller Kontakte in der Psychotherapie zu ziehen.
Männer als Ratsuchende oder Patienten sind weniger häufig betroffen. Allerdings fällt es ihnen schwerer, sich als „Opfer“ eines Übergriffs zu verstehen und sich Hilfe zu holen.
Sexuelle Handlungen im Rahmen von Psychotherapien gelten in Deutschland seit 1999 gemäß § 174c unabhängig von der Zustimmung des Patienten als Straftatbestand im Sinne eines Sexuellen Missbrauchs unter Ausnutzung eines Beratungs-, Behandlungs- oder Betreuungsverhältnisses. 